# Que viva Eisenstein!
Pour plus de détails, voir Fiche technique et Distribution.
Que viva Eisenstein! (Eisenstein in Guanajuato) est un film romantique mexico-néerlando-finlando-franco-belge, écrit et réalisé par Peter Greenaway, sorti en 2015.
Le film est sélectionné en compétition à la Berlinale 2015.

## Synopsis
1931. Le réalisateur Sergueï Eisenstein est au Mexique, à Guanajuato, et tourne son film Que Viva Mexico!.
Il y rencontre Frida Kahlo et Palomino Canteño, son guide, qui l'initiera au sexe et dont Eisenstein tombera amoureux.

## Fiche technique
- Titre original : Eisenstein in Guanajuato
- Titre français : Que viva Eisenstein!
- Réalisation : Peter Greenaway
- Scénario : Peter Greenaway
- Photographie : Reinier van Brummelen
- Montage : Elmer Leupen
- Durée : 105 minutes
- Dates de sortie : 
  - Allemagne : 11 février 2015 (Première mondiale à la Berlinale 2015[2]
  - Canada : 23 mai 2015
  - France : 8 juillet 2015

## Distribution
- Stelio Savante : Hunter S. Kimbrough
- Lisa Owen : Mary Sinclair
- Maya Zapata : Concepción Cañedo
- Elmer Bäck : Sergueï Eisenstein
- Luis Alberti : Palomino Cañedo
- Jakob Öhrman : Edouard Tisse
- Rasmus Slätis : Grisha Alexandrov
- Raino Ranta : Meierhold